# Bonetogastrura subterranea
Bonetogastrura subterranea är en urinsektsart som först beskrevs av Carl 1906.  Bonetogastrura subterranea ingår i släktet Bonetogastrura och familjen Hypogastruridae. Inga underarter finns listade.